# فيليكس فارس
فيليكس فارس (1882-1939) شاعر وأديب وكاتب لبناني.

## ميلاده
ولد فليكس بن حبيب فارس في صليما (لبنان) سنة 1882 من أب محام دكتور في الحقوق وأم مثقّفة هي لويز شفاليه لأم سويسرية وأب فرنسي.
والده كان كاتباً معارضا وينشد الحرية والإصلاح ما أغضب الدولة العثمانية، فاضطهدته. فسافرإلى مصر حيث أصدر مجلّة «صدى الشَّرق» سنة 1889 م.و كان لثقافة والده العربيّة كما كان أيضا لثقافة أُمِّه الفرنسّية تأثيرا كبيرا علي فيليكس.

## التعليم في حياة فيليكس
- أمضي فليكس فارس حوالي سنة ونصف في المدارس، منها سنة في مدرسة صليما وستة أشهر في المدرسة الوطنيّة لنعيم صوايا في بعبدات
- ولكن فليكس فارس انصرف إلى تثقيف نفسه فأخذ العلم وروح النِّضال وحُبّ الحرّية عن والده الذي دافع عن قضايا لبنان الوطنيّة في مجلّته «صدى الشرق» التي توقفت عن الصدور سنة 1917 بعد ثمانية وعشرين عاماً من صدورها سنة 1889.

و كان لوالدة فليكس أثر كبير فيه حيث حبّبت اليه اللغة الفرنسية والفن والموسيقى. كما أن جدَّته لوالدته نمَّت فيه حُبّ اللغّة الفرنسّية وساعدته على اتقانها.

## حياته في المريجات
هربت العائلة إلى المريجات اتقاء للاضطهاد، وقد شحذ الاضطهاد ذكاء فليكس فإندمج بجوِّ العائلة الثقافي وأحبّ الشعر الفرنسي ونَظمهُ، كما أحبَّ اللغة الفرنسية وأتقنها، حتى صار لقبه «أمير المنابر» كما نظم الشّعر، وكان فليكس جريئاً شجاعاً. يظهر في المناسبات فيخطب ويقول الشِّعر وقد بدأ الإنشاد وهو في الرابعة عشرة من عمره. وكانت غالبية قصائده التي قالها بين 1896 و1898 قصائد مناسبات جمعها باسم «زهّر الرُّبا في شِّعر الصِّبا»، وبدأ بعد هذا التاريخ بالترجمات، وينضح من بواكير ترجماته ميله إلى محاسن الأخلاق والإصلاح الاجتماعيّ.

## بداية حياته المهنية
- بداية من سنة (1901 م.) بدأ بتدريس اللغة والأدب بالعربيّة والفرنسيّة، فدرَّس لدى الكبوشيين في عبيه وفي مدرسة الآداب الوطنية في الشبانية. قام في هذه الفترة بتأليف كتاب القراءة سبق نصوصه المختارة والمُعرّبة بمقدمة طويلة بيّن فيها ما يراه لازماً في تعليم المواد المختلفة ولكن التعليم لم يكن مدراراً فيكيفه، فترك المهنة
- بدأ بعد ذلك تجاربه في الخطابة وكتابة المسرحيات وأخذ منذ سنة 1902 ينشر في مجلّتي «أنيس الجليس» و«لويتس» المصريتين لصاحبتهما الكسندرا افبيرينو. ساعده في ذلك معرفة والده بالسيدة المذكورة. وألَّف رواية «القضاء أو نُصرة العُرفان» و«العدل والحب أو رواية الحبُّ الصادق». وباكراً اشتهر فليكس بقصائده في ناظم باشا والي الشام فلقّب بشاعر «ناظم باشا» (1902 - 1908).
- بداية من سنة (1905 م.الي 1907 م.) انتقل الي بعلبك حيث التحق بالعمل بالإدارة العامة الفرنسيّة للسِّكك الحديديّة التي كانت تمدُّ الخطوط الحديديّة بين حماه وحلب، وكان حسن السيرة في العمل قويّ الشخصيّة فصيح اللسان، شاعراً، رقيق العاطفة، رزين الكلمة فرض احترامه ومحبَّته، فكوَّن صداقات في بعلبك بينه وبين أهلها وبينه وبين رؤسائه في العمل، وبرزت موهبته الشعريّة وكثر طالبو شعره أو ذكِرهم في قصيدة؛ ولكن الأجر لم يكفيه، فترك بعلبك والعمل فيها سنة 1907.

## فليكس فارسوجمعية الاتحاد والترقي"
- نتيجه لما أصاب والده من اضطهاد لم يزاول فيليكس أي نشاط سياسي حتى سنة 1908، ولكنّه كان يراقب الأوضاع القائمة، وابتداء من سنة 1908 أخذ فليكس - من المريجات - يزوّد الصُّحف والمجلاّت بالقصائد والمقالات. في لبنان وفي المهجر؛ فراسل مجلّة «الجامعة» و«جريدة الهُدى» لنعوم مكرزل في المهاجر الأميركية. وجريدة «النَّصير» في لبنان.
- بعد ذلك انتمى إلى جمعية الاتحاد والترقي العاملة سرِّاً على الإصلاح في الدولة العثمانية وعلى التخلُّص من عبد الحميد الثاني واستمالت إليها ضباطاً من الجيش لخلع عبد الحميد واستبداله بشقيقه محمد رشاد، ووضع دستور للدولة مُستمد من الدُّستور الفرنسيّ وإنشاءمجلس «المبعوثان» ومجلس شيوخ، ولكن تعصُّب هذه الجمعية للعرق التركي جعل الشعوب غير التُركيّة في الدولة تتكتَّل ضِدَّها فتأسس حزب الائتلاف؛ وامتد الانقسام إلى لبنان بين الحزبين.ولكن فليكس فارس الذي كان مؤمنا بأُسس الثورة الفرنسية: حرية مساواة إخاء، اعتلى المنابر دون أن يخشى أخصامه ودافع عن جمعية «الاتحاد والترقّي» ومبادئها.
- سنة 1909 أصدر فارس في بيروت صحيفة "لسان الاتحاد" وقد توقفت سنة 1911 وقد شاركه العمل فيها: أمين الريحاني وحبيب فارس وماري عجمي الأديبة السوريّة صاحبة مجلة "العروس" وولي الدين يكن، وفي أثناء ذلك" سافر فارس إلى الاستانة سنة 1910 ليحضر إحدى جلسات مجلس «المبعوثان». ومن الاستانة إستدّعى لتدريس الآداب واللّغة الفرنسيّة في المدرسة السلطانية، وبقي فيها حتّى أواخر الحرب العالمية الأولى (1917) وبأثناء وجوده في الاستانة أتقن اللغة التركية، سنة (1917) عُيّن تُرجماناً لولاية بيروت، ولم يعمل بهذه الوظيفة الا أربعة أشهر عاد بعدها إلى حلب وكتب في مجلّتي "العروس" و"المراقب" السوريتين، ولقي نجاحاً باهراً وانهمرت عليه رسائل الشُّكر والتقدير من الاهلين ومن الأدباء

## في فترهالانتداب الفرنسيفيلبنان
بعد الحرب العالمية الأولي كانت لبنان تقع في هذا الوقت تقع تحت الانتداب الفرنسي وتم إنهاء وظيفته في دائرة انحصار التّبغ بسوريا، فعاد فارس إلى لبنان سنة 1920، وأعجب فارس، كما الغالبية اللبنانية، بجرأة الجنرال غورو، وقامت صداقة واحترام بين الرَّجلين كان من نتيجتهما أن سمح الجنرال غورو لأمين الريحاني بالعودة إلى البلاد على مسؤولية فليكس فارس.

## السفر اليأمريكا
سنة 1921 سعى فارس لتأسيس رابطة فنيّة تجمع بين أبناء الوطن من مختلف الطوائف وتُقاتل التعصُّب والتّفرِيق وانحدار الأخلاق وتعزُّز مكانة الآداب والفنّون، وقد أراد بيروت مركزاً لها، ولكنّه كان مريضاً وسافر إلى الولايات المتّحدة (1921 - 1922) برفقة جان والياس الدبس، بهدف العمل على توحيد المهاجرين.
وتعدّدت خطبه فيهم في أميركا وعرض عليهم مصائب المجاعة وأحيا فيهم الحنين إلى وطنهم. فاعتقل ستة عشر يوماً مع رفيقيه في جزيرة إيليس وفي الولايات المتّحدة تمتَّنت أواصر الصداقة بينه وبين المهاجرين، وبخاصة الأدباء منهم وفي مقدمهم جبران خليل جبران ونعوم مكرزل وميخائيل نعيمة ورشيد أيوب وقد سُلّم مفاتيح مدينة ديترويت. وأعجب جبران بفارس الخطيب والشاعر وكتب عنه في جريدة «السائح»، وقد بقي الاثنان يتبادلان الرسائل، وكان فارس عندما اشتدَّ به المرض في أميركا أوصى بقلمه لجبران.
وفي فبراير 1922 كان فارس من خطباء المنتدى السوريّ في لورنس ماسّ الذي يرأسه الأديب فادي مراد. وفي الشهر اللاحق (مارس) إنتخبته الجمعيّة السوريّة التهذيبيّة عضو شرف فيها وفي نيسان خطب في المنتدى اللبنانيّ وفي أيار خطب في جمعية الصليب الأحمر الفرنسيّة اللبنانيّة وفي يونيو إتصل به أحد كبار السياسيين في نيويورك الفونس تونيتي وطلب مقابلته لإجراء حديث معه عن أوضاع وأحداث الوطن كما يراها فارس وذلك بعد أن قرأ مقالاً له في «التايمز». وكان لفارس نشاط في الصحف. فإضافة إلى التايمز كتب في جريدة «فري» و«الجورنال» و«السائح» والهُّدى و«الأخلاق».

## العودة اليلبنان
عاد فارس إلى لبنان سنة 1922 ولكنه لم ينقطع عن مراسلة الصحف الأميركية.
مع عودة فارس الي لبنان كان الجنرال ويغان هو الحاكم الفرنسي الجديد في لبنان الذي كان مختلفا عما كان عليه الجنرال غورو (حيث كان يتميز بالقسوة)، ففضَّل فليكس المهنة الحرَّة ودرس المحاماة على يد والده المحامي المشهور حبيب ونشرت مرافعات عديدة له في الصُّحف.

## السفر إلى مصر
بعد مُدّة قصيرة من العمل في لبنان، فكَّر بالسفر إلى مصر والعمل في صحُفها، وبعد استشارة أصدقائه فضَّل العمل في الترّجمة في بلدية الإسكندرية..وكان فارس ينقل بترجمة فوريّة وبتعريب فورّي باللغة الفصحى مع الحفاظ على النَّص وترجمته حرفياً.
ولم يكتف بالترجمة في مصر، بل حاضر وخطب بعنوان "الخُطابة والخطيب وتأثيرهما في الأُمَم" و"الجنون الاختياري" في حرب المسّكرات، و"صلاح المجتمع بصلاح الأُسرة" و"الثقافة الشرقيّة". ويطول بنا السرد ما يستوجب دراسات وكتباً".
وأثناء وجوده في مصر راسل صُحفاً أفريقيّة ومجلاّت برازيليّة ونشرت له رسالة إلى مي زيادة ورسالة إلى جبران خليل جبران، وتوثّقت عُرى الصداقة بين فارس وبين ميّ زيادة ودامت هذه الصداقة طويلاً وبينهما رسائل متبادلة في التشجّيع والنّقد والصَّحافة، ولم يتركها في محنها حتى يوم إتَّهمتْ بالجنُّون، وكاتب مصطفى صادق الرافعي وتعرّف علي أحمد حسن الزيات زاره وغيرهما.

## مواقف المسلمين والمسيحيون من فيليكس
كان فليكس فارس يسعى للتقّرِيب وشَّدِ الأواصر بين الأديان وكُرهِ التعصُّب فأحبّه المسلمون والمسيحيّون على حدّ سواء وأعجبوا بحُسن بيانه وبهيّ طلعتِه.

## وفـاتــه
توفي فليكس فارس في 27 يونيو 1939 بمصر على اثر مرض أصابه، ونقل جثمانه إلى لبنان في 12 يوليو من السنة ذاتها.

## مؤلـفـاته
- 1 - رسالة المنّبر إلى الشرق العربي.
- 2 - هكذا تكلم زرادشت - تأليف الفيلسوف الألماني فريدريك نيتشه - مترجمة.المطبوع في الأسكندرية سنة 1938.
- 3 - اعترافات فتى العصر، تأليف الفرد دي موسّيه - مُترجمة وقد أُعيد طبعها.
- 4 - رواية الحبُّ الصادق - نفدت.
- 5 - شرف وهيام - نفدت.
- 6 - النجوى إلى نساء سوريا - نفدت.
- 7 - المراحل: سياسة وأدب واجتماع.
- 8 - القيثارة: ديوان شعر.
- 9 - قلعة حلب - وكتب أخرى.
- 10 - الأحرار في الشّرق - بالعربيّة.
- 11 - الأحرار في الشرق - بالفرنسية.
- 12- رؤى متصوِّف عربّي - بالفرنسيّة.
- 13 - من إلهام الشّرق - بالفرنسيّة.
- 14 - من حدائق الغرب - مُختارات - مُتّرجمة.
- 15- بين عهدين. قبل الاحتلال وبعده.
- 16 - أمام المحاكم: الإجرام والقانون.
- 17 - الأغلال: مسرحية متّرجمة.
- 18 - ثورة أثينا: مسرحية شعريّة نثريّة.
- 19 - حديث الأزهار: مترّجمة.
- 20 - ثورة آثينا: مسرحية شعريّة ونثريّة.
- 21 - شمم: ديوان شعر.
- 22 - المقالات الأدبيّة.
- 23 - المقالات السياسيّة والاجتماعيّة.
- 24- رسائل الأعلام.
- 25- شهادات في أمير المنابر فليكس فارس.
- 26- رولا قصيدة لالفرد دي موسّيه (مُعرّبة).
- 27 - أدب على منبر العدالة، مرافعات وأبحاث قانونية.

## وصلات خارجية
أعمال فليكس فارس الكاملة، من شعر وترجمة ومقالات وقصص ومرافعات وحياته